# Аромашевський район
Арома́шевський район (рос. Аромашевский район) — муніципальний район в складі Тюменської області, Росія.
Адміністративний центр — село Аромашево.

## Географія
Аромашевський район розташований в південно-східній частині Тюменської області.
Район межує з Ішимським, Сорокинським, Юргінським, Вагайським районами та Голишмановським міським округом області. По території району протікає річка Вагай з малими річками, що впадають в неї. Район знаходиться в зоні початку тайги.
На території району розташований регіональний заказник Алабуга (24750 га).

## Історія
Аромашевський район утворено 3 листопада 1923 року у складі Ішимського округу Уральської області з територій колишніх Аромашевської, Кротовської, частини Малишенської волостей Ішимського повіту та Малиновської і частини Істяцької волостей Тобольського повіту Тюменської губернії. У район входили 33 сільради: Алексієвська, Аромашевська, Балахлейська, Бобровська, Богословська, Большескарединська, Буреєвська, Вагинська, Валгінська, Великокусеряцька, Виігрешневська, Ілінейська, Кармацька, Кротовська, Малоскарединська, Ніколаєвська, Новоаптулинська, Новоберезовська, Новотроїцька, Овсовська, Ольгинська, Орловська, Преображенська, Романовська, Русаковська, Слободчиківська, Смородиновська, Сорочкинська, Успенська, Усть-Лотовська, Уткарминська та Юрмінська.
30 грудня 1925 року утворено Балаганську сільраду. 17 січня 1934 року район увійшов до складу Челябінської області, 7 грудня — до складу Омської області. 25 січня 1935 року Алексієвська та Великокусеряцька сільради передані до складу Сорокинського району. 19 вересня 1939 року ліквідовані Богословська, Большескарединська, Буреєвська, Валгінська, Виігришневська, Кармацька та Новотроїцька сільради, до складу району увійшла Великокусеряцька сільрада Сорокинського району. 14 серпня 1944 року район увійшов до складу Тюменської області.
12 квітня 1952 року ліквідована Романовська сільрада. 17 червня 1954 року ліквідовані Балаганська, Великокусеряцька, Ніколаєвська, Успенська та Усть-Лотовська сільради. 19 листопада 1959 року ліквідовані Овсовська та Смородиновська сільради. 5 жовтня 1961 року ліквідовані Новоаптулинська та Русаковська сільради, Уткарминська сільрада перейменована в Новопетровську. 24 травня 1962 року ліквідована Слободчиківська сільрада. 1 лютого 1963 року район ліквідований, територія увійшла до складу укрупненого Голишмановського сільського району.
9 грудня 1970 року район було відновлено у складі Аромашевської, Бобровської, Вагинської, Кротовської, Малиновської, Малоскарединської, Новоаптулинської, Новоберезовської, Новопетровської, Слободчиківської та Сорочкинської сільрад. 12 серпня 1971 року ліквідована Новоаптулинська сільрада, утворено Русаковську сільраду, Бобровська сільрада перейменована в Кармацьку, Вагинська сільрада — в Юрмінську.

## Населення
Населення району становить 10101 особа (2020; 10568 у 2018, 12202 у 2010, 14175 у 2002).

## Адміністративно-територіальний поділ
На території району 11 сільських поселень:
| Поселення                           | Площа, км² | Населення, осіб (2002) | Населення, осіб (2010) | Населення, осіб (2018) | Населення, осіб (2020) | Центр         | Населені пункти |
| ----------------------------------- | ---------- | ---------------------- | ---------------------- | ---------------------- | ---------------------- | ------------- | --------------- |
| Аромашевське сільське поселення     | 378,51     | 6113                   | 5803                   | 5425                   | 5267                   | Аромашево     | 5               |
| Кармацьке сільське поселення        | 288,82     | 642                    | 534                    | 401                    | 387                    | Кармацька     | 3               |
| Кротовське сільське поселення       | 348,93     | 989                    | 717                    | 555                    | 520                    | Кротово       | 3               |
| Малиновське сільське поселення      | 346,54     | 686                    | 494                    | 381                    | 355                    | Малиновка     | 3               |
| Малоскарединське сільське поселення | 658,74     | 558                    | 400                    | 289                    | 266                    | Малоскаредне  | 2               |
| Новоберезовське сільське поселення  | 375,30     | 883                    | 726                    | 559                    | 494                    | Новоберезовка | 2               |
| Новопетровське сільське поселення   | 212,00     | 1211                   | 1013                   | 912                    | 883                    | Новопетрово   | 8               |
| Русаковське сільське поселення      | 201,93     | 649                    | 454                    | 318                    | 303                    | Русаково      | 4               |
| Слободчиківське сільське поселення  | 267,79     | 847                    | 691                    | 579                    | 540                    | Слободчики    | 4               |
| Сорочкинське сільське поселення     | 237,89     | 899                    | 749                    | 623                    | 587                    | Сорочкино     | 3               |
| Юрмінське сільське поселення        | 129,91     | 698                    | 621                    | 526                    | 499                    | Юрмінка       | 2               |

## Найбільші населені пункти
Населені пункти за чисельністю населення понад 1000 осіб:
| № | Населений пункт | Населення, осіб (2002) | Населення, осіб (2010) |
| - | --------------- | ---------------------- | ---------------------- |
| 1 | Аромашево       | 5609                   | 5373                   |

## Господарство
У промисловості району основне місце займає харчова промисловість, виробництво хлібобулочних виробів.